# Đầu thu sóng địa chấn
Đầu thu sóng địa chấn là một thiết bị cảm biến chuyển đổi rung động của môi trường thành tín hiệu điện, để có thể xử lý và lưu trữ trong máy ghi tín hiệu phù hợp. 

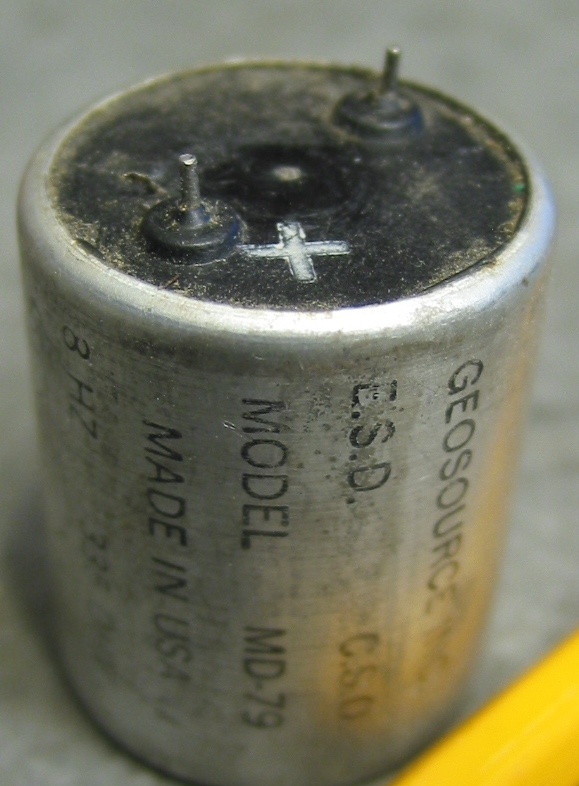
Lõi của đầu thu Geosource Inc. MD-79, 8Hz, 335Ω

Đầu thu sóng địa chấn thường sử dụng trong quan sát địa chấn có nhu cầu di chuyển điểm quan sát, và chỉ thực hiện chức năng cảm biến thu nhận sóng địa chấn. Nó có hai loại:
- Đầu thu sóng địa chấn trong đất (Geophone) để thu sóng trên bộ.
- Đầu thu sóng địa chấn trong nước (Hydrophone) để thu sóng trong môi trường nước.

Nó phân biệt với cảm biến rung động là thành phần tích hợp trong địa chấn kế dùng trong quan sát động đất, ở chỗ cảm biến cùng với các cơ cấu phân cỡ và mạch điện liên quan, lập ra hệ thống quan sát tín hiệu hoàn chỉnh và định lượng, đặt cố định tại trạm quan sát động đất.

## Nguyên lý hoạt động

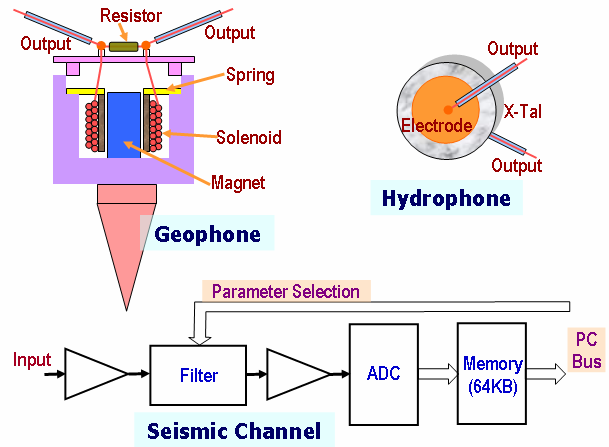
Máy của địa chấn: Đầu thu sóng và lược đồ kênh ghi

### Đầu thu sóng địa chấn trong đất
Đầu thu sóng địa chấn trong đất (Geophone) hay đầu thu cơ điện, thực hiện chuyển đổi dịch chuyển của đất đá sang tín hiệu điện. Nó hoạt động theo nguyên lý cảm ứng điện từ giống như trong máy phát điện.
Thành phần chính là cuộn solenoid treo bằng lò so (spring) đặt trong khe từ trường tạo ra trong mạch từ, gồm nam châm (magnet) và vỏ đầu thu bằng thép vật liệu từ.
Khi đầu thu dịch chuyển, quán tính tạo ra dịch chuyển tương đối của solenoid trong khe từ, làm phát sinh điện áp. Tín hiệu được nối tới đầu dây ra (output). Một điện trở (resistor) làm nhụt sự dao động riêng của hệ thống lò so - solenoid.
Nhiều giải pháp kỹ thuật được vận dụng để chế loạt lớn nhưng đồng nhất về các chỉ tiêu kỹ thuật: Tần số riêng, đặc tuyến tần số, hệ số cơ điện. Trở kháng ra của máy nhỏ, cỡ 300Ω, có thể yên tâm ngâm điểm đấu dây và đầu thu trong nước suối khi đo đạc.
Đầu thu là loại có hướng, thu thành phần dọc trục cuộn dây, và có hai phiên bản: thu thành phần dao động đứng Z, thu thành phần dao động ngang H.

### Đầu thu sóng địa chấn trong nước
Đầu thu sóng địa chấn trong nước (Hydrophone) hay đầu thu sóng kiểu điện áp, đầu thu gốm (Piezoelectric sensor) hoạt động dựa trên hiệu ứng áp điện, biến đổi áp suất thành tín hiệu điện. Các đầu thu chuyển sóng áp suất (sóng dọc) sang điện áp, và dùng cho thu sóng trong môi trường nước nên gọi là Hydrophone.
Hiệu ứng áp điện là hiệu ứng thuận nghịch, xảy ra trong một số chất rắn như thạch anh, gốm kỹ thuật,... 
Khi đặt dưới áp lực thì bề mặt khối chất rắn phát sinh điện tích. Ngược lại nếu tích điện bề mặt thì khối sẽ nén dãn. Hiệu ứng có mức cực đại ở các phương cắt xác định cho mảnh cắt từ tinh thể chất rắn đó, và trong nhiều loại vật liệu thì phương cắt này là góc 45° so với trục chính của tinh thể.
Trong kỹ thuật thu phát sóng thường dùng mảnh cắt tinh thể gốm titanat bari (X-tal) và gắn điện cực (electrode) nối tới đầu ra (output). Trở kháng ra của đầu gốm cao, nên phải có tiền khuếch đại tại đầu thu trong cáp. Đầu thu này không có tính hướng.
Các đầu phát sóng, thường là phát siêu âm, thì được gia công thích hợp cho phát sóng.

## Sử dụng

### Đầu thu sóng địa chấn trong đất
Các đầu thu dùng cho thu sóng địa chấn trên bộ thì đặt trong vỏ nhựa, phía đáy có chân cắm vào đất, gia cố cách nước. Ví dụ GeoSpace GS-20DM.

### Đầu thu sóng địa chấn trong nước
Các Sonar thu sóng đơn kênh thì dùng loại được bọc vỏ kim loại.
Các Sonar thu chùm, và các quan sát địa chấn trên vùng nước (sông hồ biển) thì thu đa kênh. Khi đó đầu thu được ghép thành cáp đo, đặt trong ống nhựa polyurethane chứa dầu khoáng và được chỉnh tỷ trọng sao cho khi kéo theo tàu đo thì nó trôi nổi dưới mặt nước như con lươn/rắn (tiếng Anh: Eel Cable, tiếng Đức: Schlange, tiếng Nga: Шланговый). Ví dụ Geometrics MicroEel Analog Seismic Solid Streamer có số kênh từ 1 đến 24.
Geometrics còn chế cả loại đặt luôn khối số hóa trong cáp thu trên biển, truyền số liệu về máy tính trung tâm, như Digital Marine Streamer System DMS-1.
Địa chấn phản xạ trên biển luôn phải thực hiện với hệ thống cáp đo dùng hydrophone. Các dàn đo phức tạp cho quan sát 3D có thẻ gồm tới hàng trăm con lươn với hàng ngàn điểm thu.

### Đầu thu sóng địa chấn trong hố khoan
Đầu thu sóng địa chấn trong hố khoan có hai loại: loại geophone điện cơ và hydrophone.
Các đầu thu geophone điện cơ dùng trong hố khoan thì đặt trong đầu đo hố khoan, gia cố cách nước tốt để làm việc nơi áp suất lớn, và có cơ cấu ép đầu đo vào thành hố khoan. Ví dụ đầu thu 3 thành phần Geostuff Three-component Wall-Lock Borehole Geophones BHG-2.
Có loại đầu thu hố khoan có thêm khối tự định hướng các thành phần ngang H theo từ trường, ví dụ đầu thu Geostuff BHG-3 (Automatic orientation of horizontal components).
Đầu thu hydrophone hố khoan được chế thành cáp thu hố khoan đa kênh. Cáp này dùng dùng cho đo hố khoan, đo Địa chấn mặt cắt thẳng đứng và đo Địa chấn chiếu sóng. Các đầu thu hiện có như Model DHA-7 của hãng Geometrics  hay Digital Hydrophone String Model BHC1000 của hãng Geotomographie GmbH (CHLB Đức).
Các đầu thu đa kênh hố khoan thường bố trí khối số hóa tất cả các kênh ở ngay đầu dãy, và nối lên máy đo ghi trên mặt đất bằng cáp 4 ruột tiêu chuẩn, theo giao thức truyền số liệu số. Đầu thu hydrophone hố khoan chỉ sử dụng cho các đoạn trong hố khoan có nước hay dầu.

## Ghép nhóm và đặc tính hướng
Trong sử dụng các đầu thu sóng thường được ghép thành nhóm, nối song song hoặc nối tiếp. Trường hợp hay sử dụng là ghép nhóm dọc N đầu thu đặt cách nhau khoảng đều Δx.
Tín hiệu tổng cộng, được khảo sát trong miền phổ theo biến đổi Fourier sẽ cho thấy rõ các hướng sóng truyền đến được cộng đồng pha hay cộng trái pha.
Cộng đồng pha xảy ra khi sóng đến từ hướng vuông góc với trục nhóm, và trong thực tế là ứng với các sóng phản xạ từ dưới sâu.
Khi khoảng Δx phù hợp, thì sóng đến dọc theo trục nhóm sẽ bị triệt giảm. Điều này được ứng dụng để triệt sóng trực tiếp từ nguồn sóng, hoặc các nhiễu sóng mặt trong địa chấn phản xạ.